# 努曼廷战争
努曼廷战争是公元前143年至133年间罗马共和国和今西班牙埃布罗河流域近西班牙地区阿雷瓦西人等部落间的战争，罗马共和国最终取胜并将势力范围拓展至此地。昆图斯·凯西里乌斯·梅特卢斯和小西庇阿参与了此次战争。